# الزريريعية
الزريريعية منطقة تاريخية زراعية وبحرية سبخية تبعد نحو 2 كم شمال مركز مدينة بنغازي الليبية. يطل من جهة الغرب على البحر المتوسط ومن الشمال منطقة اللثامة ومن الجنوب منطقة دكاكين حميد وشرقا تحدها البحيرات الشمالية وتوجد بها مدينة بنغازي القديمة هسبريدس والمقبرة اليهودية ومقبرة سيدي اعبيد القديمة وهي جزء من حي الصابري.
لا توجد بها كثافة سكانية مرتفعة كما باقي مناطق وأحياء بنغازي. ويوجد بالمنطقة عدد من المدارس والمساجد وأيضاً المركز المتوسط للحاسوب. إضافة لنادي رياضي هو «نادي نجوم الصابري».
الزريريعية خلال الحروب الاهلية
نجت المنطقة من الدمار خلال الحرب الاهلية الأولى ودمرت بالكامل خلال الحرب الاهلية الثانية.
تحررت المنطقة يوم 3\7\2017 ومشطت من الالغام ومخلفات الحرب.

## التاريخ
قبل حوالي 2000 سنة كانت المنطقة جزءا من البحر سوى راس داخل البحر يمتد من مقبرة سيدي اعبيد إلى نهاية مكان يسمى بـ«العلوة».
بعد جفاف المنطقة وتدميرها بزلزال كريت، وانتقال سكان هيسبيريديس إلى برنيق الجديدة الواقعة عند سيدي اخريبيش (حالياً) أصبحت اراضيها مجرد سبخة ملحية كانت المنطقة في العهد التركي مجرد فضاء ومزارع وواقعة بين منطقتي دكاكين حميد واللثامة يمتلكها اليهود الليبيون وبعض السكان المحليين. بعد انتهاء الحرب العالمية الثانية بدأت المنطقة تؤهل بالسكان.

شاطئ الزريريعية
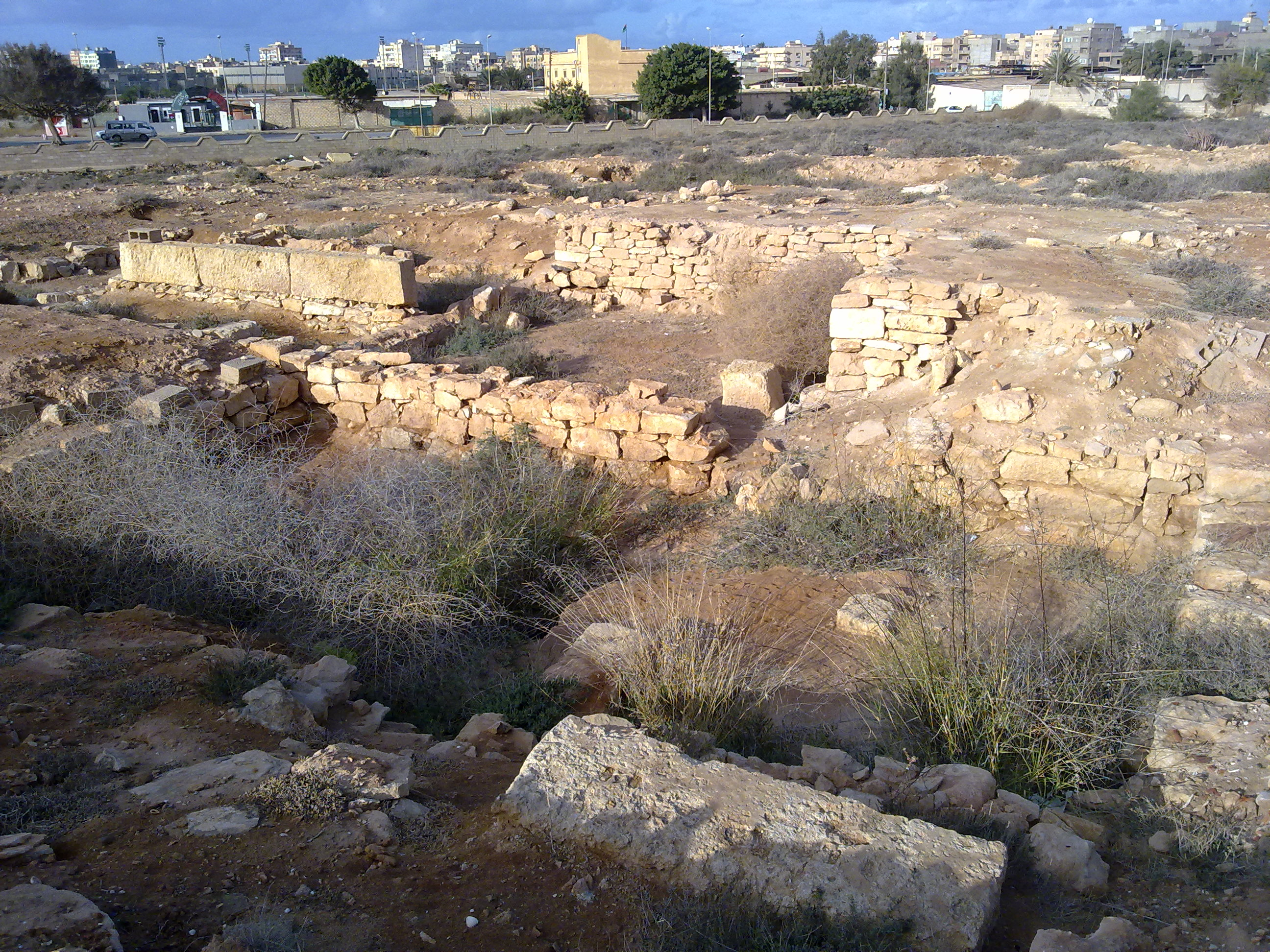
بقايا يوسبريديس داخل سيدي مقبرة سيدي اعبيد بالزريريعية الصابري "يوسبريديس"
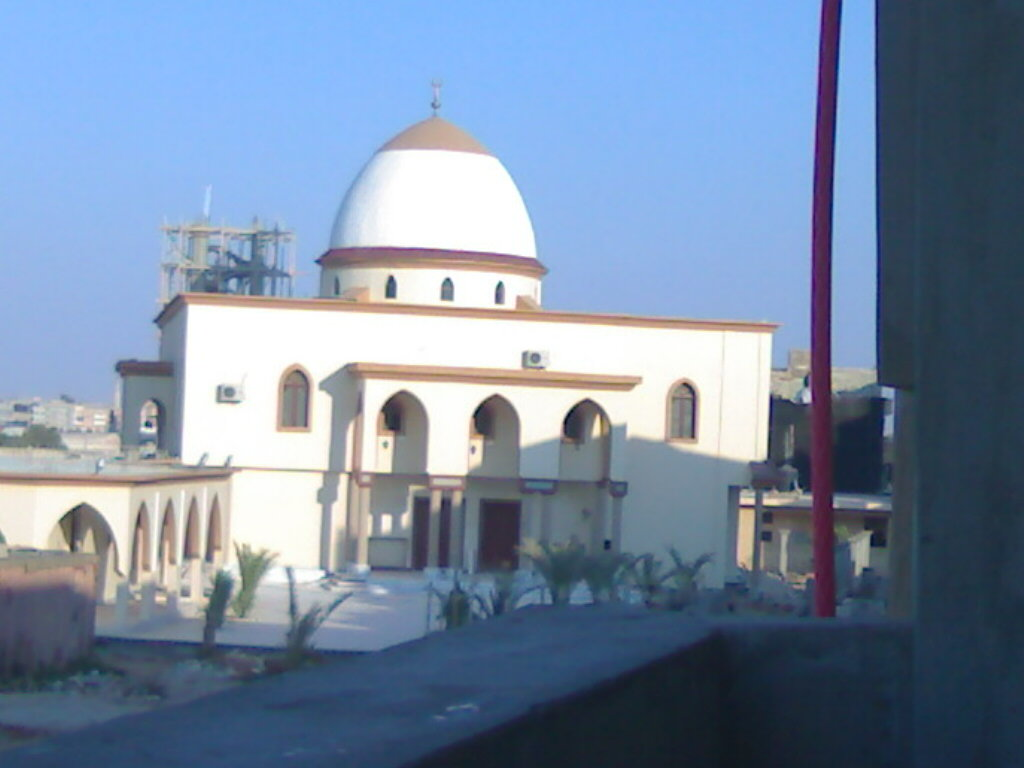
مسجد في المنطقة
منزل في المنطقة